# Lance Dos Ramos
Lance Dos Ramos (Caracas, 4 de abril de 1985) é um ator e modelo venezuelano filho de emigrantes portugueses. 
Tornou-se conhecido por interpretar Chema Esquivel na telenovela Grachi, que foi transmitida pelo canal pago Nickelodeon. Lance é irmão mais velho da atriz Kimberly Dos Ramos.

## Filmografia
| Ano         | Título                      | Personagem                   |
| ----------- | --------------------------- | ---------------------------- |
| 2004        | Sabor a ti                  | Saul Lombardi                |
| 2007        | Te tengo en salsa           | Ele mesmo                    |
| 2008 - 2009 | Nadie me dirá cómo quererte | Carlos Aristigueta           |
| 2011 - 2012 | Grachi                      | José Manuel "Chema" Esquivel |
| 2012        | Memórias de un soldado      | Marcos                       |
| 2013 - 2014 | Marido en alquiler          | Víctor                       |
| 2015        | Demente criminal            | Anthony de Castro            |